# 塩原温泉郷

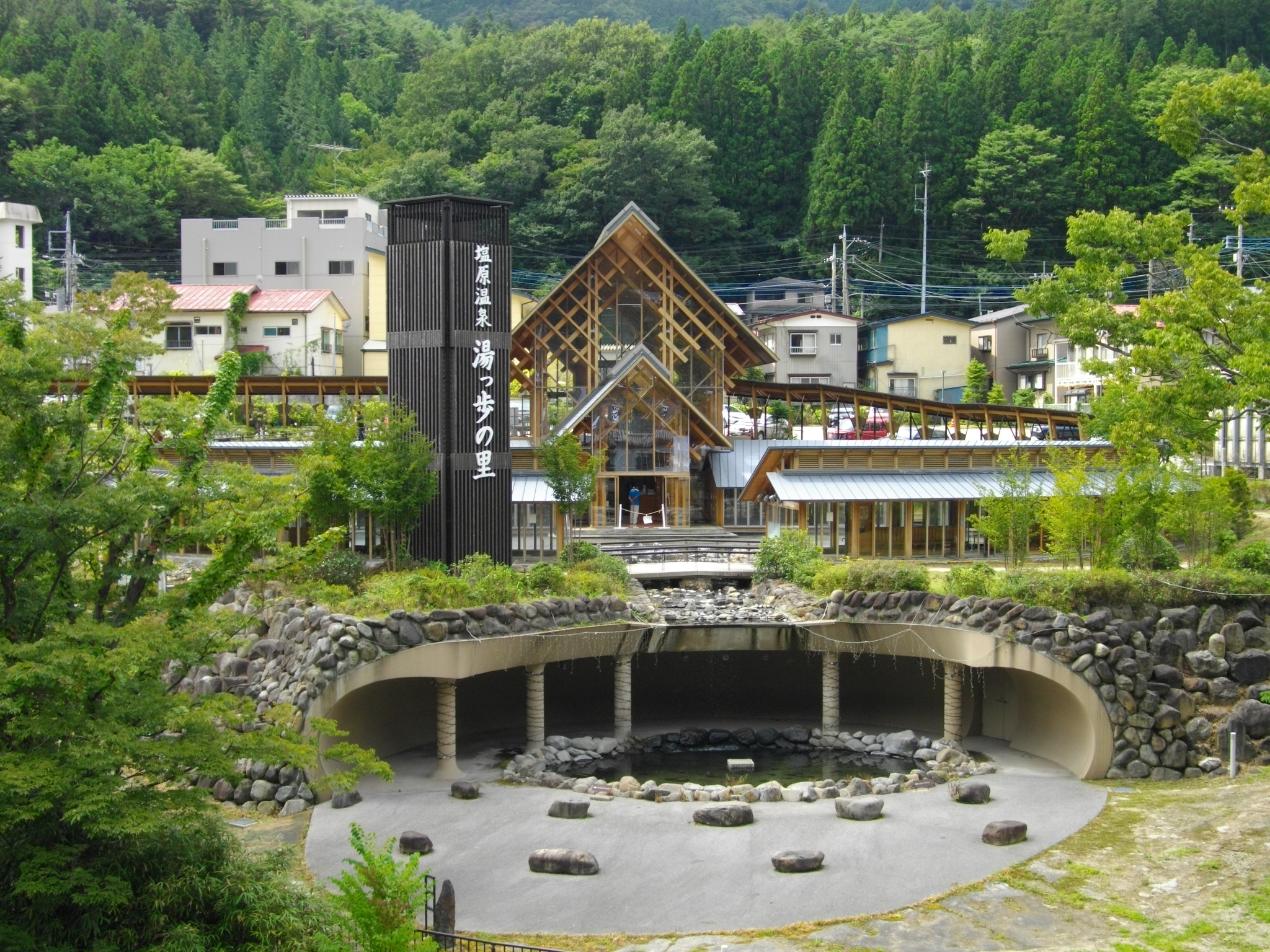
塩原温泉湯っ歩の里。

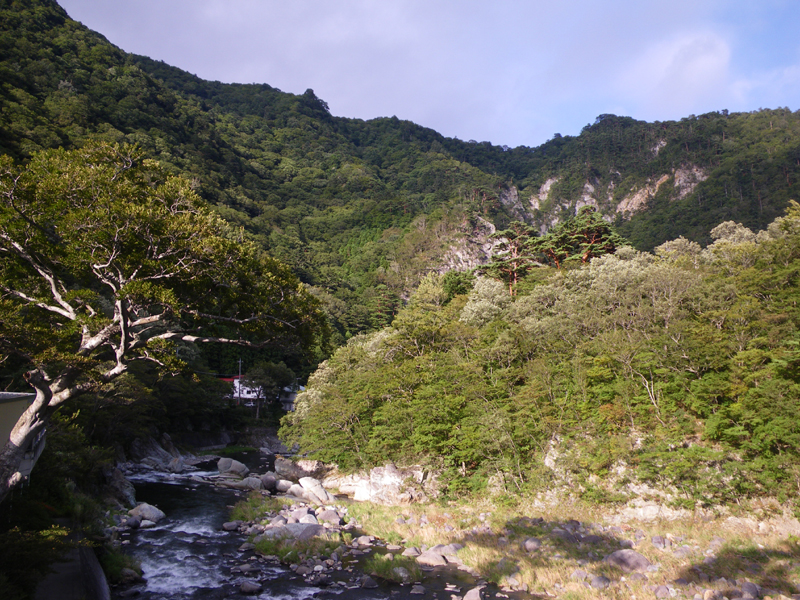
塩原温泉郷を流れる箒川（塩釜温泉付近）。温泉郷はこの川が形成する谷に沿った地域に点在している。

塩原温泉郷（しおばらおんせんきょう）は、栃木県那須塩原市（旧国下野国）塩原地区内の、箒川沿いの谷間を中心に点在する11の温泉の総称（温泉郷）。

## 概要
栃木県北部の活火山高原山と、大佐飛山地の山塊との間に挟まれた谷間を流れる箒川沿いの渓流を那須塩原市関谷側から国道400号に沿って上ってゆくと、次々に温泉が湧出している。古くから塩原十一湯と呼ばれ、西暦806 - 810年（元号：大同）に元湯が発見されたと伝えられており、1000年以上の歴史を持つ古い温泉郷である。

## 郷内の温泉
1. 大網温泉（おおあみ）
2. 福渡温泉（ふくわた）
3. 塩釜温泉
4. 塩の湯温泉
5. 畑下温泉（はたおり）
6. 門前温泉
7. 古町温泉
8. 中塩原温泉
9. 上塩原温泉
10. 新湯温泉（あらゆ）
11. 元湯温泉

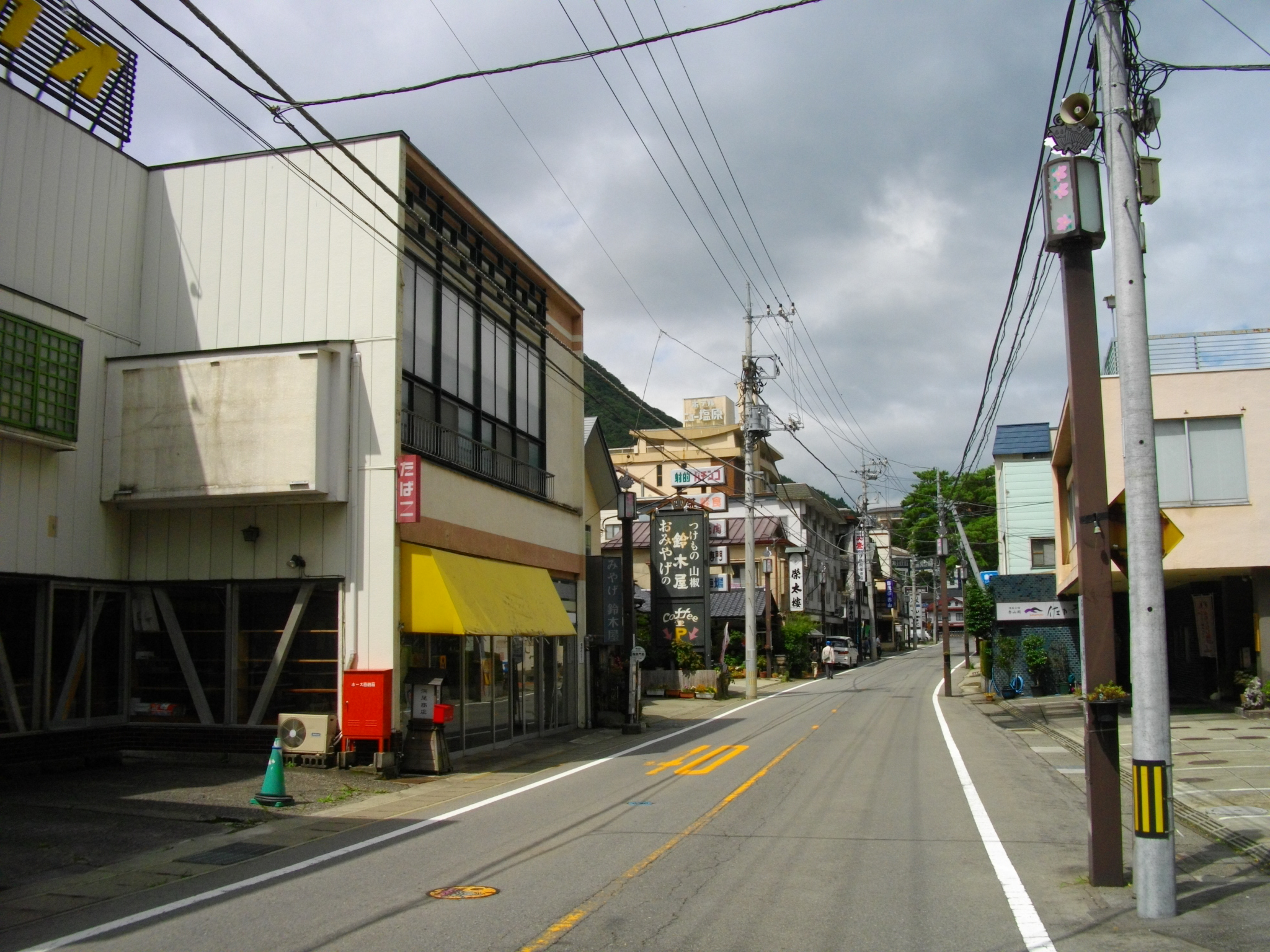
塩原温泉郷門前温泉街。

各温泉がそれぞれ異なった泉質と効能を持っている。
大網温泉から上塩原温泉までは箒川・塩原街道沿いに存在する。但し塩ノ湯温泉のみは塩釜温泉から少し奥まった場所にある。上塩原温泉は野岩鉄道上三依塩原温泉口駅にも近い。
新湯温泉と元湯温泉は箒川・塩原街道から南側に離れた場所にあり、新湯は日塩もみじラインの有料時代の料金所跡地近くに、元湯は新湯付近から側道を谷底に4kmほど降りていった先にある。新湯と元湯を「奥塩原温泉」と呼ぶこともある。新湯と元湯は濁り湯の硫黄泉である。
1983年時点では上塩原温泉は無く、須巻温泉と甘湯温泉（塩釜温泉から徒歩約15分の一軒宿）が営業していた。
特に明治以後文人墨客に愛され、畑下温泉には尾崎紅葉が金色夜叉を執筆した旅館が現在も営業しており、紅葉が宿泊した部屋は『紅葉の間』として保存されている。
現在は「塩原温泉」として地域団体商標にも登録されている。

## 温泉街

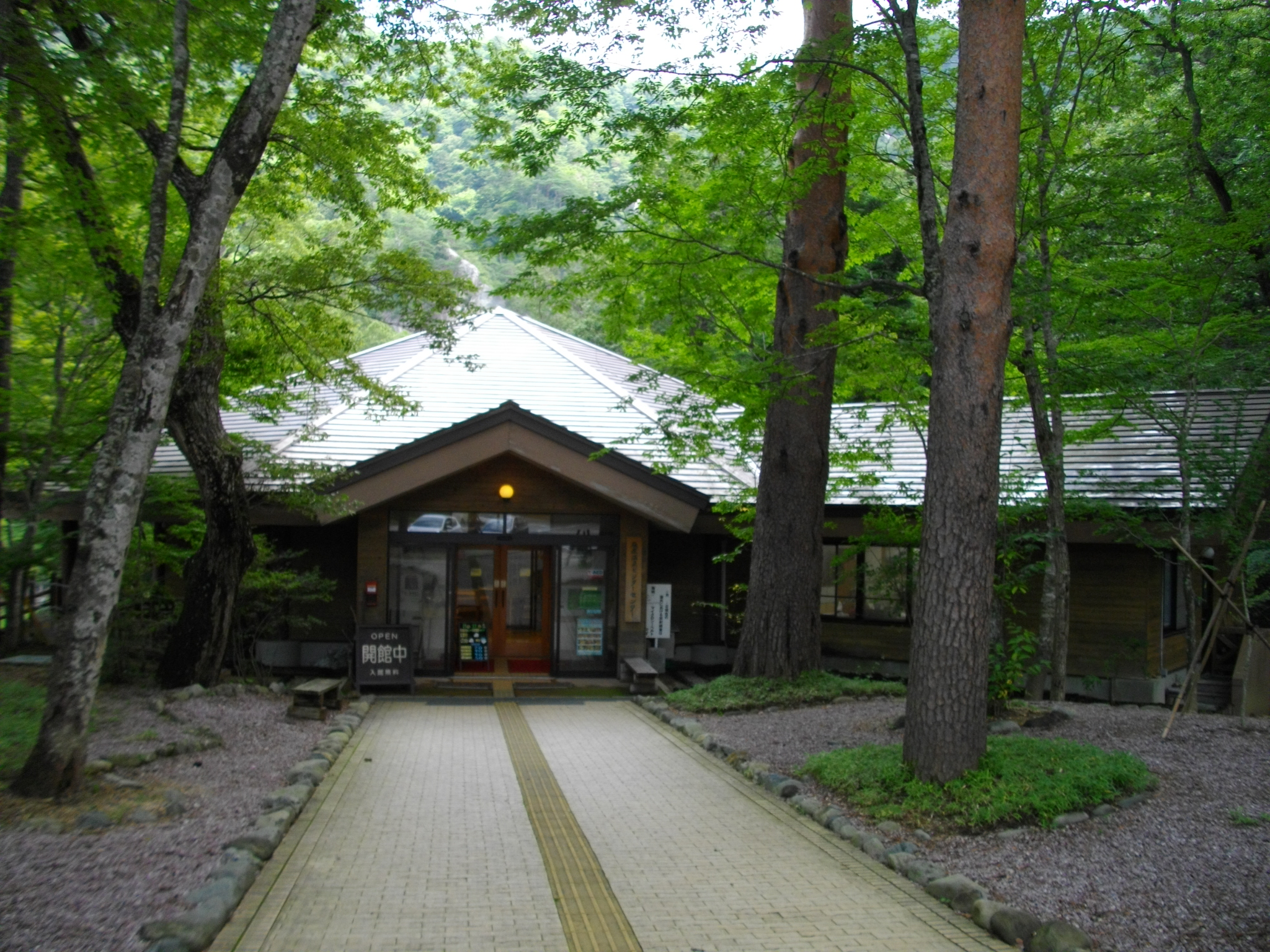
塩原温泉ビジターセンター

### 共同湯
温泉宿のほかに古くからの共同湯が多くあり、さらに「岩の湯」「不動の湯」「もみじの湯」などの無人露天風呂がある。このうち福渡温泉地区の「岩の湯」と「不動の湯」は温泉街から橋を渡った先にあり、橋のたもとに温泉を管理している人のための寸志を入れる箱がある。脱衣場・浴場とも男女の区別は無い（混浴）。「岩の湯」は温泉街の対岸、「不動の湯」は山道を5分ほど歩いた先の小さな渓谷沿いにある。冬には雪見風呂を楽しめるが、長靴等の装備も必要となる。
福渡温泉の「不動の湯」は、2014年頃から風紀を乱す出来事が相次いだとして2015年6月から一旦閉鎖されたが、再開を望む声が多かったため、8月1日から11月末までの土日と祝日のみの期間限定で再開された。男女ともバスタオルを巻くかポンチョのようなものをかぶるという条件付きで、開放時間内は管理人が風紀を乱す行為を監視し、清掃管理料（200円）が必要となる。

### その他
温泉郷内で使える湯めぐり手形（割引特典付き）が発行されている。
栃木県医師会塩原温泉病院では、リハビリテーションに温泉プールを利用している。

## 名所・観光スポットと名物

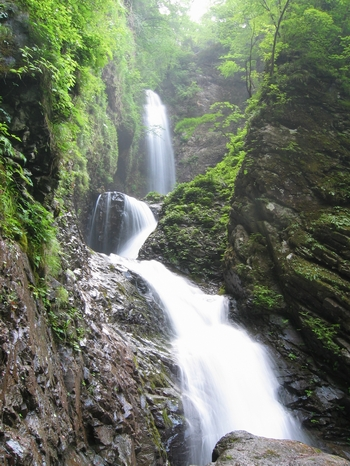
塩原十名瀑の一つ、竜化の滝。

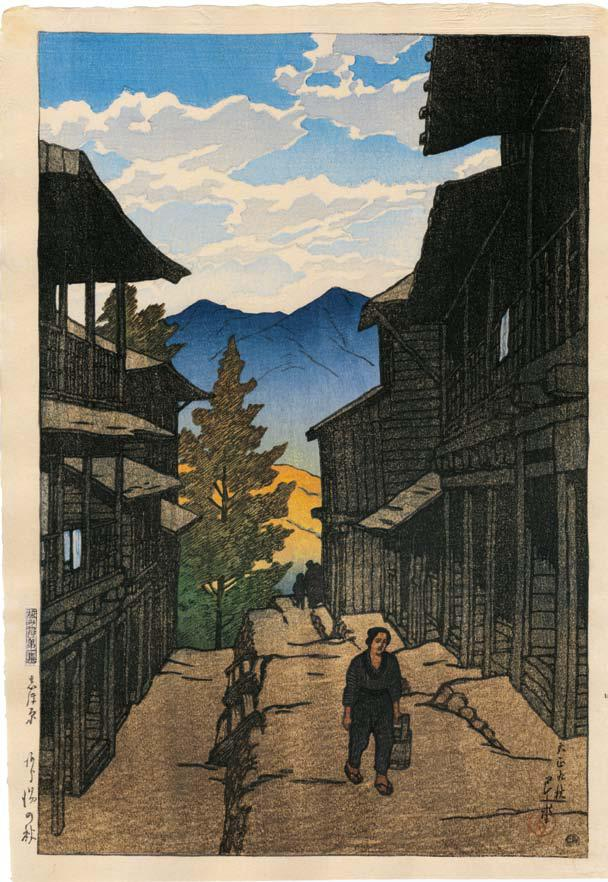
川瀬巴水「旅みやげ第一集」より『志ほ原 あら湯の秋』1920年(大正9年)

那須野が原から塩原温泉郷へ向かう入り口に道の駅湯の香しおばら（アグリパル塩原）がある。この施設は那須温泉行の高速バス那須・塩原号と、西那須野駅 - 塩原温泉の路線バスとを連絡する待合所、および冬期のタイヤチェーン着脱場も兼ねている。
そこから国道400号を塩原側に進むと塩原渓谷が始まる。さらに道の駅より3km塩原側の地点には、塩原ダムに架かる320mの歩行者専用吊橋のもみじ谷大吊橋があり、そこから回顧（みかえり）の吊橋などを観光できるハイキングコースが整備されている。渓谷の周辺には大小無数の滝が点在し、塩原十名瀑として数えられる竜化の滝、回顧の滝、布滝などもこの周辺に位置している。新緑・紅葉などの時期は特に、絶景を楽しむことができる。
かつて塩原御用邸があり、このうち天皇御座所を移築保存した塩原温泉天皇の間記念公園がある。
温泉街では毎年4～11月、観光客の遊覧用に「トテ馬車」が運行される。ラッパ型のクラクションを使用しており、これにちなんで、地元まんじゅう店3軒が考案した、クレープに似た「とて焼」が新たなご当地グルメとなっており、まんじゅう店以外の飲食店でも販売されている。
その他点在する観光スポットについては、塩原商工会の観光ガイドが詳しい。
- 川瀬巴水「塩原三部作」1918年(大正7年)

### 塩原温泉郷で撮影の映像作品
- 按摩と女 （1938年、監督：清水宏） ※畑下温泉
- クランクイン塩原ン（2021年3月、監督：筧昌也）
- 川のながれに（2021年11月、監督：杉山嘉一）

## 交通

### アクセス
各温泉により所要時間は異なるが、温泉郷の中心地である古町・畑下温泉への所要時間を記す。
- 鉄道利用の場合
  - 東北新幹線那須塩原駅またはJR宇都宮線西那須野駅よりJRバスで約40分[8]
  - 野岩鉄道会津鬼怒川線上三依塩原温泉口駅より温泉街巡回バス（ゆ～バス）で約20分
- 高速バス
  - バスタ新宿、王子駅より高速バス「那須・塩原号」で約3時間20分
- 自動車利用の場合
  - 東北自動車道西那須野塩原ICより国道400号へ約30分

### 周遊きっぷ
那須塩原駅・西那須野駅〜温泉郷間を結ぶ前述のJRバスでは特定区間（千本松 - 塩原温泉バスターミナル間）に限り自由に乗り降りできる「塩原渓谷フリーきっぷ」（2日間有効）が発売されており、温泉郷巡りにも利用可能である。